# Суґавара но Мітідзане
Суґавара но Мітідзане (яп. 菅原道真, すがわら の みちざね; 1 серпня 845 — 26 березня 903) — японський державний діяч, науковець і поет періоду Хей'ан. Академік з 877 року і правий міністр з 897 року. Сприяв розвитку самобутньої японської культури шляхом припинення контактів з Китаєм, видання збірок японських віршів та історичних творів. За несправедливими звинуваченнями опонентів був висланий зі столиці Кіото і відправлений на головування регіональної адміністрації Дадзайфу, де й помер. Після смерті проголошений синтоїстським божеством, покровителем наук. 

## Короткі відомості
Син Суґавара но Корейосі. Суґавара но Мітідзане народився 1 серпня 845 року у сім'ї чиновника. Починаючи від його діда, рід Суґавара служив при імператорському дворі. Завданням роду було викладання історії та китайського класичного канону у столичному університеті для майбутніх держслужбовців. Батько Мітідзане відкрив приватну школу у своїх володіннях, у якій готував учнів до вступних іспитів у столичний університет та військових посад.
У 862 році Суґавара но Мітідзане склав вступні іспити й став студентом університету у Кіото (大学). Після закінчення навчання, він розпочав свою кар'єру при дворі як вчений-науковець, посаді чиновника. Завдяки відмінному знанню китайської мови, йому доручали дипломатичні місії та відвідування іноземних посольств. Окрім державної служби, Суґавара продовжував вести справи приватної школи, яку заснував його батько. У 877 році, 33-літній Мітідзане отримав почесний титул мондзьо хакусі (文章博士, «знавець текстів») і став головою єдиного японського університету у столиці. Таким чином він досяг найвищої нагороди, яку міг здобути японський науковець тих часів.
Швидкий ріст Суґавари по ієрархічній драбині японського чиновництва перелякав японських аристократів, насамперед родину Фудзівара. У 886 році, вони домоглися призначення Мітідзане на пост голови провінції Санукі і, фактичного, випровадили його зі столиці. Однак завдяки політичному конфлікту між імператором Уда і Фудзівара но Мотоцуне, Суґавара зміг повернутися до Кіото.
Завдяки патронуванню японського монарха, Мітідзане здобув неабиякий авторитет при дворі. У 899 році його було призначено «правим міністром» (右大臣) імператорського уряду. Проте зростання влади новоприбульця знову занепокоїло аристократів. Окрім цього, реформи, які Суґавара планував провести у царині управління та адміністративного апарату, налаштували проти нього столичне чиновництво. Цією ситуацією скористалися його вороги, на чолі з Фудзіварою но Токіхіра. У 901 році вони звинуватили Мітідзане у придворних інтригах і вислали його до Кюсю, призначивши на посаду голови провінційного уряду у Дадзайфу (太宰権帥).
26 березня 903 року, без сподівань повернутися до столиці, Суґавара но Мітідзане помер у вигнанні.
Незабаром після його смерті Кіото вразила чума, від якої загинули сини імператора Дайґо, одного з учасників вигнання Суґавари. Окрім цього, саме місто постраждало від повеней і тайфунів. Декілька блискавок неодноразово вдарили по Імператорському палацу. Монарх і аристократи розцінили це як помсту духу померлого Суґавари. Для його умиротворення у столиці було зведено синтоїстське святилище Кітано Тенмаґу, а самому покійного вигнанцю було присвоєно титул «головного міністра» дайдзьо дайдзін (太政大臣) та проголошено «небожителем» — покровителем наук і навчання. Сьогодні багато японських святилищ вшановують його.